# ハロー張りネズミ
『ハロー張りネズミ』（ハローはりネズミ）は、弘兼憲史による日本の漫画、またそれを原作とした実写映画、テレビドラマ、OVA。1980年から1989年まで『週刊ヤングマガジン』（講談社）に連載された。単行本は通常版、スペシャル版ともに全24巻、後に文庫化された際は全14巻で刊行されている。
東京都板橋区下赤塚の「あかつか探偵事務所」に所属する探偵・七瀬五郎とその仲間たちが、数々の事件に挑む。日常的な事件から超大規模なサスペンスまで扱う娯楽探偵漫画だが、超常現象やタイムスリップを扱ったエピソードもあるのが特徴である。
1991年に映画化、1992年にOVA化されたが、2017年7月から連続テレビドラマ版も放映された。

## 登場人物
各員の年齢は、基本的に初登場時のもの。なお、本作の話数は「ファイル1」、「ファイル2」と数えているが、単行本に最初に収録されているのは「ファイル以前 あかつか探偵団」と題されている（事実上の第1話となっている）。

### あかつか探偵事務所のメンバー
全員、独身である。
七瀬 五郎
あかつか探偵事務所の探偵で、本作の主人公。山口県の農家出身で、年齢は25歳（「ファイル以前」）。
ハリネズミのような髪型と、寝ずに相手の尾行する（「張リ寝ズ視」と本人がボヤいている）ことから、「ハリネズミ」のあだ名で呼ばれる。
機会があるたびに、「××で国体出場の経験がある」と述べる陽気な青年。その内訳は、各スポーツ種目から「ケンケン（片足とび）の日本選手権で優勝」にまで及ぶ（さすがにケンケンの時はウソだと認めたが、これは相手をリラックスさせるためである）。いずれの種目も自称の域を脱していないが、身体能力が高いことには間違いなく、その才能を生かして探偵として活躍している。
『島耕作』シリーズでは、スターシステムとして、下記の木暮の会社の新人探偵（探偵業・アーバンリサーチの社員）として登場する。その際の経歴は、陸上自衛隊第一空挺団に10年所属し、探偵に転職して一年目、とされている。
2011年のヤングマガジン創刊30周年記念本『青春ヤンマガ』に収録された『島耕作』シリーズとのクロスオーバー短編『耕作meets久作』では、1978年の時点であかつか探偵事務所に所属し、木暮とかほるの会話から、四俵蘭子と肉体関係を続けていることが示唆されている。
木暮 久作
あかつか探偵事務所所属の探偵。七瀬の相棒で、通称「グレさん」。年齢は36歳（「ファイル以前」）。
最終回近くになり、「1945年8月6日広島市生まれ」と判明する。広島原爆投下時に父親が住友銀行広島支店前（人影の石参照）で被爆死しており、七瀬の尽力で直接被爆を免れ、久作を出産した母親も二日後に亡くなっている。
元はプロのギャンブラーで、洞察力は鋭い。また、その手際も現役である。
暗い過去の持ち主だが、普段は明るい性格。失禁するほどお化けが苦手。
『島耕作』シリーズでは、スターシステムとして島耕作の友人（探偵業・アーバンリサーチの木暮）として登場し、企業間抗争などのエピソードで水面下のトラブル処理を請け負っているが、島の加齢に合わせてある程度の歳を取っているため、近年のシリーズでは登場回数が減少している。
『耕作meets久作』では、島の大学時代の隣人（早稲田大学社会科学部を2年で中退）で、1978年に新宿の雀荘で再会。その際にあかつか探偵事務所と並行し、秘密裏に営んでいる個人事務所・アーバンリサーチの名刺を渡したことが描かれている。
風 かほる
あかつか探偵事務所所長で、28歳の独身女性（「ファイル以前」）。
普段は事務所で飲んだくれていることが多いが、人望はある。『耕作meets久作』では、他の所員に内緒で木暮と付き合っているという描写がある。
梓 夢子
あかつか探偵事務所のアルバイト。東京大学の1年生で18歳（「ファイル1」）。のちに大学院へ進学。
科学的調査を行う際には、彼女のコネを使って東大で調査をすることが多い。
中盤から出番が激減し、登場しなくなっていく。
四俵 蘭子
あかつか探偵事務所の一員。5人の中では一番登場が遅い（「ファイル25」、単行本第4巻）。瀬戸内海の白神島出身。
世田谷区成城に実家があり、元はサンダー交易の社長の養女だった。数々の犠牲を払った「サンダー交易疑獄事件」の解決後、メンバーに加わる。
七瀬とは男女の関係を持ったが、その後はつかず離れずの関係。後述する双子の姉の尾津蓮子と瓜二つ。

### その他の登場人物
尾津 蓮子
四俵蘭子の姉。
「ファイル20」で登場し、七瀬と恋人関係となったが、「ファイル22」（単行本第3巻）で事件に巻き込まれ、死亡。
マスター
氏名は不明（御厨との表記あり）。あかつか探偵事務所の向かいにある喫茶店、「リバティーハウス」のマスター。年齢不明、独身。
「ファイル以前」から登場しており、七瀬と木暮はここの常連である。事件の発端となることもある（依頼の他、目撃者となる、など）。
朝子
苗字は不明。元々は夢子が家庭教師をしていた令嬢。9歳（「ファイル10」、単行本第2巻）。
七瀬になついており、途中まで準レギュラーの扱いだった。
五十嵐白梅
アップルソースのママ
南 謙次郎
元記者で、蘭子の元恋人。
「サンダー交易疑獄事件」において、東京拘置所内で刺客に射殺される。
河合 節子
霊能力者の中年女性。「ファイル133」（第14巻）で初登場した。オカルト絡みの事件で度々登場する。
家庭を持っており、普段は専業主婦として暮らしている（子供が何人かいる模様）。書道家でもあり、事件の際は「出張で習字を教えに行く」と説明しており、家人には能力の事は伏せてある。

## 単行本（サブタイトル）リスト
弘兼憲史『ハロー張りネズミ』講談社〈ヤンマガKCスペシャル〉版、全24巻
第1巻（1983年7月18日）
| ファイル | サブタイトル       | 備考                                 |
| -------- | ------------------ | ------------------------------------ |
| 以前     | あかつか探偵団     | 七瀬、木暮、所長、マスターが初登場。 |
| 1        | ローバの休日       | 夢子が初登場。                       |
| 2        | 白い悪魔           | 麻薬を取り上げている。               |
| 3        | 人間蒸発           | 失踪者を扱っている。                 |
| 4        | 離愁               | 記憶喪失を扱っている。               |
| 5        | 反発               |                                      |
| 6        | シャイニング       | ポルターガイストを扱っている。       |
| 7        | 17歳のプレリュード |                                      |

第2巻（1983年8月18日）
| ファイル | サブタイトル     | 備考                       |
| -------- | ---------------- | -------------------------- |
| 8        | 旅の重さ         |                            |
| 9        | 戦火の中で       |                            |
| 10       | 黄色いリボン     | 朝子、初登場。             |
| 11       | スター誕生       |                            |
| 12       | 二人のクリスマス |                            |
| 13       | 初夢天国編       |                            |
| 14       | 約束             |                            |
| 15       | 黄昏大陸         | 中国残留孤児を扱っている。 |
| 16       | 銀雪の嶺         |                            |

第3巻（1983年9月18日）
| ファイル | サブタイトル             | 備考                                                      |
| -------- | ------------------------ | --------------------------------------------------------- |
| 17       | スティング               | 木暮が、元ギャンブラーの腕を初披露。                      |
| 18       | さらば愛しき女（ひと）   | 木暮の過去を七瀬が探る。                                  |
| 19       | 名犬ミサイル             | 前回、木暮が拾ってきた子犬の話。                          |
| 20       | マラソンマン             | 尾津蓮子、初登場。                                        |
| 21       | 探偵日記                 | 尾津蓮子と七瀬の仲が急接近する。                          |
| 22       | 闇からの誘い（いざない） | 尾津蓮子、退場。                                          |
| 23       | 狼の挽歌                 |                                                           |
| 24       | おかしな二人             | 朝子、再登場。 朝子の両親が海外赴任のため、七瀬が預かる。 |

第4巻（1983年10月18日）
| ファイル | サブタイトル           | 備考                                                  |
| -------- | ---------------------- | ----------------------------------------------------- |
| 25       | 復活                   | 四俵蘭子、登場。                                      |
| 26       | 夕日の中で             | 四俵蘭子が尾津蓮子の件を知り、七瀬と接近。            |
| 27       | 見えない手             | 「サンダー交易疑獄事件」編、開始。                    |
| 28       | 獅子と蟻               | 四俵蘭子が過去を明かす。                              |
| 29       | 祭りの準備             | 南謙次郎、久米、登場。 ロバート・バレンタイン、来日。 |
| 30       | カンバセーション-盗聴- | 米原、登場。                                          |
| 31       | 裏切りの報酬           | 久米、退場。                                          |
| 32       | 張りつめた糸           | ロバート、退場。                                      |
| 33       | 赤い遺言               |                                                       |
| 34       | 能登へ                 | 仲井、登場。                                          |

第5巻（1983年11月18日）
| ファイル | サブタイトル       | 備考                               |
| -------- | ------------------ | ---------------------------------- |
| 35       | 北陸コネクション   | 蘭子と仲井の再会。                 |
| 36       | 殺しの前奏曲       |                                    |
| 37       | 激突               |                                    |
| 38       | 裁きの時           | 米原、退場。                       |
| 39       | 粛正するは我にあり | 南が自らの手で事件に幕を下ろす。   |
| 40       | 河の流れ           | 南の父親が明らかになる。           |
| 41       | 春の宵，風吹き渡る | 南、退場。                         |
| 42       | 春の終焉           | 「サンダー交易疑獄事件」編、終了。 |
| 43       | 足ながおじさん     |                                    |
| 44       | リトルロマンス     |                                    |

第6巻（1983年12月18日）
| ファイル | サブタイトル         | 備考                                                 |
| -------- | -------------------- | ---------------------------------------------------- |
| 45       | 残された時間（とき） | 七瀬がジープを譲られる。                             |
| 46       | 空白の奔流           |                                                      |
| 47       | 真夏の夜の夢         |                                                      |
| 48       | ある家出少女の情景   |                                                      |
| 49       | 愛するってこわい     | スナック「アップルソース」開店。ママに木暮が惚れる。 |
| 50       | 真夜中のベル         |                                                      |

第7巻（1984年2月18日）
| ファイル | サブタイトル           | 備考                                 |
| -------- | ---------------------- | ------------------------------------ |
| 51       | コインロッカー物語     | コインロッカーベイビーを扱っている。 |
| 52       | 誘拐                   |                                      |
| 53       | こいつぁ春からいい仕事 | ※新春（新年）の意味。                |
| 54       | 娘の結婚               |                                      |

第8巻（1984年4月18日）
| ファイル | サブタイトル       | 備考                                    |
| -------- | ------------------ | --------------------------------------- |
| 55       | 亡霊調査I          | KGB編、開始。                           |
| 56       | 亡霊調査II         |                                         |
| 57       | 亡霊調査III        |                                         |
| 58       | 閉ざされたカーテン |                                         |
| 59       | 邪魔者は消せ       |                                         |
| 60       | 潜行               |                                         |
| 61       | 闇の侵略           |                                         |
| 62       | 再会               |                                         |
| 63       | 生存に乾杯!        | KGB編、終了。七瀬がダイヤを手に入れる。 |

第9巻（1984年6月18日）
| ファイル | サブタイトル       | 備考               |
| -------- | ------------------ | ------------------ |
| 64       | 国境の町I          | 北方領土編、開始。 |
| 65       | 国境の町II         |                    |
| 66       | 連環               |                    |
| 67       | 炎の洗礼           |                    |
| 68       | 帰還せず           |                    |
| 69       | 雌伏の日々         |                    |
| 70       | 完膚なきまでに     |                    |
| 71       | 寒い国からきた手紙 |                    |
| 72       | オホーツクに散る   |                    |

第10巻（1984年8月18日）
| ファイル | サブタイトル          | 備考 |
| -------- | --------------------- | --- |
| 73       | 決闘                  | |
| 74       | St.バレンタインin釧路 | |
| 75       | 故郷は遥か遠く        | 北方領土編、終了。                                                                                        |
| 76       | 白梅は悲しからずや    | 「アップルソース」のママの出生の秘密が語られる。 五十嵐白梅（いがらし・しらうめ）という名前が明かされる。 |
| 77       | 宴が終わった時        | |
| 78       | ちょっとこわいお話    | 幽霊を扱っている。                                                                                        |
| 79       | 囮大作戦              | |
| 80       | 緋牡丹お蝶            | |
| <未来編> | 彼方より愛をこめて    | 2021年を舞台にしたSF。5人の内、蘭子は登場しない。                                                         |

第11巻（1984年10月18日）
| ファイル | サブタイトル         | 備考                                                             |
| -------- | -------------------- | ---------------------------------------------------------------- |
| 81       | 或る夜の勝負         |                                                                  |
| 82       | ゼロファイター       |                                                                  |
| 83       | 轢き逃げ-前編-       |                                                                  |
| 84       | 轢き逃げ-前編-       |                                                                  |
| 85       | 不透明なる存在       |                                                                  |
| 86       | 星降る夜に           |                                                                  |
| 87       | 赤の錯綜             | 3件の未解決事件に絡む事件の前編。 依頼者は作者そっくりの漫画家。 |
| 88       | 緑色の風景           | 中編。                                                           |
| 89       | 赤と白のコンチェルト | 後編。                                                           |

第12巻（1985年4月18日）
| ファイル | サブタイトル             | 備考                                                                    |
| -------- | ------------------------ | ----------------------------------------------------------------------- |
| 90       | 誰かが聴いている         |                                                                         |
| 91       | 遥かなる謝礼             | 生命保険に絡む事件の始まり。                                            |
| 92       | 疑惑                     |                                                                         |
| 93       | 不覚                     |                                                                         |
| 94       | 明日のために             | 事件の結末。                                                            |
| 95       | さらば族よ               |                                                                         |
| 96       | さよなら聖徳太子〈前編〉 | 新年早々の事件。 一万円札が旧札（聖徳太子）から新札に替わる時期の事件。 |
| 97       | さよなら聖徳太子〈後編〉 |                                                                         |
| 98       | 虹色のブルース〈前編〉   |                                                                         |
| 99       | 虹色のブルース〈後編〉   |                                                                         |

第13巻（1985年9月18日）
| ファイル | サブタイトル   | 備考                                     |
| -------- | -------------- | ---------------------------------------- |
| 100      | 異形の良薬     | 新薬開発と利権に絡む事件の始まり。       |
| 101      | 志摩へ         |                                          |
| 102      | アリバイくずし |                                          |
| 103      | 癒着の構造     |                                          |
| 104      | 饒舌なる寡黙   |                                          |
| 105      | 影の男         |                                          |
| 106      | 逆襲           | あかつか探偵事務所が放火され、全焼する。 |
| 107      | 追いつめる     |                                          |
| 108      | 瓦解           |                                          |
| 109      | 輝ける海       | 事件解決。探偵事務所も改築された。       |

第14巻（1986年3月18日）
| ファイル | サブタイトル              | 備考                                               |
| -------- | ------------------------- | -------------------------------------------------- |
| 110      | 殺し蜂 狂い蜂             |                                                    |
| 111      | 源さんの煙突              |                                                    |
| 112      | ママ 淋しかったのPart I   | 悪霊を扱った事件の始まり。                         |
| 113      | ママ 淋しかったのPart II  | 霊能力者・河合節子が初登場（事件解決まで関わる）。 |
| 114      | ママ 淋しかったのPart III |                                                    |
| 115      | ママ 淋しかったのPart IV  |                                                    |
| 116      | ママ 淋しかったのPart V   | 事件の解決。                                       |
| 117      | 盗作                      |                                                    |
| 118      | 玄待屋の女                |                                                    |
| 119      | 夢で逢いましょう          |                                                    |

第15巻（1986年11月18日）
| ファイル | サブタイトル         | 備考                                                                                      |
| -------- | -------------------- | ----------------------------------------------------------------------------------------- |
| 120      | 魔性の系譜 Part I    | 吸血鬼を扱った事件の始まり。 ただし、オカルトではなく、科学考証（SF考証）で対応している。 |
| 121      | 魔性の系譜 Part II   |                                                                                           |
| 122      | 魔性の系譜 Part III  |                                                                                           |
| 123      | 魔性の系譜 Part IV   | 夢子が大学院に在籍している、と判明。 河合節子、再登場。                                   |
| 124      | 魔性の系譜 Part V    |                                                                                           |
| 125      | 魔性の系譜 Part VI   |                                                                                           |
| 126      | 魔性の系譜 Part VII  | 河合節子が事件から降りる（いわゆる「オカルト」ではないので）。                            |
| 127      | 魔性の系譜 Part VIII |                                                                                           |
| 128      | 魔性の系譜 Part IX   |                                                                                           |
| 129      | 魔性の系譜 Part X    | 事件に幕が下りる。                                                                        |

第16巻（1987年1月17日）。本巻より目次が設置されている。
| ファイル | サブタイトル                                    | 備考 |
| -------- | ----------------------------------------------- | --- |
| 130      | 目明五郎江戸初夢 （めあかしごろうえどはつゆめ） | 新春特別編。江戸時代に舞台を移し、赤塚組5人の活躍を描く。 五郎と久作は目明し（江戸時代なので、苗字は登場していない）。 東洲斎写楽の正体に迫っている。 |
| 131      | 差出人なき手紙Part I                            | 死者からの手紙で依頼された事件の始まり。 |
| 132      | 差出人なき手紙Part II                           | |
| 133      | 差出人なき手紙Part III                          | 事件解決。 |
| 134      | モーニングコール（前編）                        | |
| 135      | モーニングコール（後編）                        | |
| 136      | 翔べないアヒル                                  | |
| 137      | プッシュボタン ラバー（前編）                   | |
| 138      | プッシュボタン ラバー（前編）                   | |
| 139      | 田舎道の祝福                                    | |

第17巻（1987年7月17日）
| ファイル | サブタイトル                                              | 備考 |
| -------- | --------------------------------------------------------- | --- |
| 140      | 墜落せずPart I                                            | |
| 141      | 墜落せずPart II                                           | |
| 142      | 墜落せずPart III                                          | |
| 143      | 墜落せずPart IV                                           | |
| 144      | 闡明されし者Part I                                        | |
| 145      | 闡明されし者Part II                                       | |
| 146      | 闡明されし者Part III                                      | |
| 147      | 初雪16時                                                  | |
| 148      | 目明五郎京都酔醍第一幕 （めあかしごろうみやこのよいざめ） | 昨年同様の新春企画。夢子は登場せず。 今回は京都の目明しとなっており、坂本竜馬暗殺に出くわす。 前作と違い、「ハリネズミ」、「グレさん」と呼び合っている。 |
| 149      | 目明五郎京都酔醍第二幕                                    | |

第18巻（1987年12月17日）
| ファイル | サブタイトル       | 備考                                                                                   |
| -------- | ------------------ | -------------------------------------------------------------------------------------- |
| 150      | いざなう光Part I   | UFOに絡む事件の始まり。                                                                |
| 151      | いざなう光Part II  |                                                                                        |
| 152      | いざなう光Part III |                                                                                        |
| 153      | いざなう光Part IV  |                                                                                        |
| 154      | いざなう光Part V   |                                                                                        |
| 155      | いざなう光Part VI  | 事件の終わり。                                                                         |
| 156      | 夢のかけら         | 脇役として、第16巻「プッシュボタン ラバー」（ファイル137-138）に登場した宮坂が再登場。 |
| 157      | 心 乱れてPart I    |                                                                                        |
| 158      | 心 乱れてPart II   |                                                                                        |
| 159      | 春立ちぬ           |                                                                                        |

第19巻（1988年7月16日）
| ファイル | サブタイトル                                          | 備考 |
| -------- | ----------------------------------------------------- | --- |
| 160      | ハワイアン哀歌Part I                                  | ハワイへ移住した日本人の、第二次世界大戦での悲劇を扱っている。                                                                             |
| 161      | ハワイアン哀歌Part II                                 | |
| 162      | ハワイアン哀歌Part III                                | |
| 163      | がんばれビーバーズ                                    | |
| 164      | 黒の弾道Part I                                        | |
| 165      | 黒の弾道Part II                                       | |
| 166      | さらば風の玩具                                        | |
| 167      | 目明五郎恋緋桜第一幕 （めあかしごろうこいのひざくら） | 恒例の新春企画。夢子は登場せず。今回の事件は八百屋お七。 前作同様、「ハリネズミ」、「グレさん」と呼び合っている。 蘭子は髷を結っていない。 |
| 168      | 目明五郎恋緋桜第二幕                                  | |
| 169      | 目明五郎恋緋桜第三幕                                  | |

第20巻（1989年1月17日）
| ファイル | サブタイトル        | 備考                                                             |
| -------- | ------------------- | ---------------------------------------------------------------- |
| 170      | 殺意の領分Part I    |                                                                  |
| 171      | 殺意の領分Part II   |                                                                  |
| 172      | 殺意の領分Part III  |                                                                  |
| 173      | 殺意の領分Part IV   |                                                                  |
| 174      | 殺意の領分Part V    |                                                                  |
| 175      | 待つ女達            |                                                                  |
| 176      | 過去との遭遇Part I  | グアムでの休暇中、七瀬と木暮が首長竜に出会う。                   |
| 177      | 過去との遭遇Part II |                                                                  |
| 178      | 雨の物語            |                                                                  |
| 179      | 雨の物語 第2話      | 「雨の日」というシチュエーションは同じだが、前回とは関係ない話。 |

第21巻（1989年5月17日）
| ファイル | サブタイトル         | 備考                                         |
| -------- | -------------------- | -------------------------------------------- |
| 180      | 長い黒髪の女Part I   | 自殺に偽装された殺人事件の解決を依頼される。 |
| 181      | 長い黒髪の女Part II  |                                              |
| 182      | 長い黒髪の女Part III |                                              |
| 183      | 長い黒髪の女Part IV  |                                              |
| 184      | 呪の輪廻Part I       | 古代の悪霊に絡む事件。河合節子、登場。       |
| 185      | 呪の輪廻Part II      |                                              |
| 186      | 呪の輪廻Part III     |                                              |
| 187      | ラスト・オーダー     |                                              |
| 188      | パパは出張中         |                                              |
| 189      | ラストプレゼント     | 木暮のギャンブルの師匠が登場。               |

第22巻（1989年8月17日）
| ファイル | サブタイトル        | 備考               |
| -------- | ------------------- | ------------------ |
| 190      | 価値の死角Part I    | 株取引に絡む事件。 |
| 191      | 価値の死角Part II   |                    |
| 192      | 価値の死角Part III  |                    |
| 193      | 価値の死角Part IV   |                    |
| 194      | 価値の死角Part V    |                    |
| 195      | 価値の死角Part VI   |                    |
| 196      | 価値の死角Part VII  |                    |
| 197      | 価値の死角Part VIII |                    |
| 198      | 価値の死角Part IX   |                    |
| 199      | 落ちる女Part I      |                    |
| 200      | 落ちる女Part II     |                    |
| 201      | 父の贈り物          |                    |

第23巻（1989年11月17日）
| ファイル | サブタイトル         | 備考 |
| -------- | -------------------- | --- |
| 202      | 1945年夏物語Part I   | 年末、広島での仕事を終えた七瀬は、昭和20年8月5日にタイムスリップしてしまう。 そこには、木暮の両親がいた。原爆投下まで20時間しかない。 彼らを救うべく、七瀬は奮闘する。 |
| 203      | 1945年夏物語Part II  | |
| 204      | 1945年夏物語Part III | |
| 205      | 1945年夏物語Part IV  | |
| 206      | 浮気な女房にご用心   | |
| 207      | 東京の狐火           | |
| 208      | 眠る埋蔵金Part I     | 徳川埋蔵金に絡む事件。 |
| 209      | 眠る埋蔵金Part II    | |
| 210      | 眠る埋蔵金Part III   | |
| 211      | 眠る埋蔵金Part IV    | |
| 212      | 眠る埋蔵金Part V     | |

第24巻（1996年4月5日）
| ファイル | サブタイトル     | 備考             |
| -------- | ---------------- | ---------------- |
| 213      | 10階のモンスター | 河合節子、登場。 |
| 214      | 北の国から来た女 |                  |

第24巻には、その他に漫画家との交流を描いた「ハリネズミ交遊録」と、シリーズとは関係ない初期短編「六本木心中」が収録されている。
2011年、ヤングマガジン創刊30周年記念で刊行された『青春ヤンマガ』には『島耕作』シリーズとのクロスオーバー短編『耕作meets久作』が収録されている。

## 映画（1991年度版）
1991年11月16日に実写映画が公開された。

### キャスト（映画）
- 七瀬五郎 - 唐沢寿明
- 蘭子 - 五島悦子
- ジョニー大倉
- 安永亜衣
- 大杉漣
- 松山鷹志
- キラー・カーン
- 入江正徳
- 小形雄二
- 船場牡丹
- 烏丸せつこ

### スタッフ（映画）
- 製作 : 島田開
- 企画 : 武内健
- プロデューサー : 橋口一成、木俣和夫
- 監督 : 松本泰生
- 原作 : 弘兼憲史
- 脚本 : 井川公彦
- 撮影 : 丸池納
- 照明 : 西表灯光
- 録音 : 井上眞紀夫
- 美術 : 野尻均、野尻郁子
- 編集 : 大高勲
- 音楽 : 久米大作
- 助監督 : 辻野正人
- 製作・配給 : 大映
- 上映時間 : 91分

## OVA
1992年9月1日発売のOVA。「ハロー張りネズミ〜殺意の領分〜」のタイトルで制作・販売されている。単行本第20巻に収録されている「殺意の領分編」を原作としている。

### キャスト
- 七瀬五郎 - 中原茂
- 木暮久作 - 池田勝
- 山岸刑事 - 西村知道
- 遠山剛 - 梅津秀行
- 遠山さよ子 - 安藤ありさ
- ロマンのママ - 井上瑤
- マスター - 大滝進矢
- 風かおる - 山田栄子
- 四俵蘭子 - 折笠愛
- 梓夢子 - 久川綾
- 遠山啓太 - 江森浩子
- 広報担当 - 掛川裕彦
- 鑑識 - 小林通孝
- 清水 - 梁田清之
- 砂川ひとみ - 夏樹リオ
- 遠山さやか - 南杏子

### スタッフ
- 原作 - 弘兼憲史（講談社「ヤンマガKCスペシャル」刊）
- プロデューサー - 坂本要、加藤長輝
- 脚本 - 遠藤明範
- キャラクターデザイン・作画監督 - 河南正昭
- 音楽 - 槌田靖識
- 美術監督 - 佐藤勝
- 撮影監督 - 池上元秋
- 音響監督 - 松浦典良
- 監督・絵コンテ・演出 - 鈴木行
- 動画チェック - 阿部洋子
- 色彩設定 - 鈴木尚代
- 色指定 - 石井健一
- 特殊効果 - さいとうたけし
- 編集 - 森田編集室（坂本雅紀、高山智江子、青木正子・森田清次）
- 音響製作 - 現
- 効果 - 伊藤克己
- 録音スタジオ - GEN
- 技術協力 - ローランド株式会社、RSS
- 現像所 - IMAGICA
- フィルム - イーストマンコダック
- タイトル・リスワーク - マキ・プロ
- アシスタント プロデューサー - 佐藤奈都子
- 制作担当 - 守岡博
- 制作進行 - 米岡仁司
- 協力 - 株式会社講談社 ヤングマガジン編集部
- 制作協力 - スタジオディーン
- 制作協力 - アニメイトフィルム
- 製作・著作 - ソニー・ミュージックエンタテインメント

## テレビドラマ

### スペシャルドラマ
「初夏の鎌倉-箱根・消えた子供を探せ!完全犯罪のトリックは崩せるか?」という副題が付いて、1996年6月10日に、TBS系「月曜ドラマスペシャル」で放送された。
キャスト
七瀬五郎：緒形直人
川上恵美（五郎の元恋人）：有森也実
木暮久作：内藤剛志
梓夢子（「赤塚探偵事務所」事務員）：村田和美
長田節子（「天野屋」の店員）：山村美智子
古川秀樹（「天野屋」の客）：石井洋祐
高橋克実
遠藤憲一
福留（警部）：田山涼成
かとうかず子
米田一也（瞳の息子）：塙翔平
松澤一之
今井和子
市川勇
遠山俊也
諸江みなこ
片岡富枝
久保晶
山崎満
向井恭介
渡辺寛二
牧村泉三郎
岡元次郎
橋本恵子
野中博之
飯塚恭平
高岩成二
長谷川稀世
庄司永建
米田瞳：杉田かおる
北村啓二：峰岸徹
風かほる（「赤塚探偵事務所」所長）：小林幸子

スタッフ
脚本：友澤晃
演出・プロデュース：佐々木章光
ロケ協力：箱根登山鉄道、箱根ロープウェイ、箱根観光船
殺陣：西本良治郎
技術協力：ビデオフォーカス
美術協力：KHKアート
スタジオ：砧スタジオ
プロデュース：石田義一
製作：TBS、テレパック

### 台湾のドラマ
2005年から、范植偉の主演により公視で連続ドラマ化。原題『偵探物語』。日本未公開。

#### キャスト（台湾のドラマ）
- 刺蝟 - 范植偉（ロバート・ファン）
- 香露 - 陶晶瑩（マティルダ・タオ）
- 老灰 - 徐錦江（エルビス・ツイ）
- 小艾 - 楊雅筑（ゼニア・ヤン）
- 美蓮 - 張惠春（サヤ）
- 鬍子 - 羅北安（ルオ・ペイアン）

### 連続ドラマ
2017年7月14日から9月15日まで、TBSテレビ系の「金曜ドラマ」枠で放送。主演は瑛太。

#### キャスト（連続ドラマ）

##### 主要人物
- 七瀬五郎 - 瑛太
- 四俵蘭子 - 深田恭子[20]（幼少期：保榮茂愛）
- 木暮久作 - 森田剛[20]
- 風かおる - 山口智子[20]

##### その他
- スナック「輝（キララ）」マスター - 中岡創一（ロッチ）[21]
- 萌美（スナック「輝（キララ）」店員）  - 片山萌美[21]
- 片桐（「帝国リサーチ」所長） - 矢島健一
- 河合節子（霊媒師） - 蒼井優[22]
- 南 （「サンライズ出版」社長） - リリー・フランキー[22]

##### ゲスト（連続ドラマ）
- 第1話
  - 川田洋平（「川田運送」社長） - 伊藤淳史[23]
  - 川田美保（川田の妻） - 安藤聖
  - 遥（「あかつき園」孤児）・川田美花（川田の娘）〈二役〉 - 三本采香
  - 佐伯（「あかつき園」園長） - 渡辺哲
  - 岩井（テレビ局プロデューサー） - 岩井秀人
- 第2・3話
  - 四俵乙吉（蘭子の父。「サンダー貿易」副社長） - 平田満
  - 仲井隆（「サンダー貿易」元秘書課長） - 吹越満[23]
  - 仲井節子（仲井の母）〈第2話は写真のみ〉 - 小貫加恵
  - 久坂（乙吉派の社員） - 岸博之
  - 蛭田庄次郎（建設大臣） - 千本松喜兵衛
  - 蔵元聖（蛭田の秘書） - 若松武史
  - 舞原和雄（「サンダー貿易」会長） - 中原丈雄
- 第3話
  - ヒットマン（殺し屋の男） - 高橋努
  - 綿貫（編集者） - 政岡泰志
  - 恵俊彰（「ひるおび!」出演者） - 恵俊彰（本人役）
  - 江藤愛（「ひるおび!」出演者） - 江藤愛（本人役）
  - 八代英輝（「ひるおび!」出演者） - 八代英輝（本人役）
- 第4・5話
  - 北村アキコ（人気漫画家） - 内田慈
  - 北村七恵（アキコの一人娘） - 後藤由依良
  - 梶谷隆一（成都大学教授・児童心理学者） - 古舘寛治
  - 牧野（アキコのアシスタント） - 上田遥
- 第5話
  - 園部（アキコの元夫） - 清水伸
- 第6話
  - 伊佐川良二（県議会議員候補） - ムロツヨシ[23]（青年期：吉田仁人）
  - 浅田玲奈（依頼人）- 玄理（整形前：百瀬さつき）
  - 郵便局員 - 前野朋哉
  - 刑事 - 岩谷健司
  - 浅田 美奈子（玲奈の母） - 梅沢昌代
  - （玲奈の父） - 久保酎吉
  - 令嬢（伊佐川良二の婚約者） - 松尾薫
  - 事務員 - 江藤漢斉

- 第7話
  - 中村七菜子（外資系企業の美人OL） - 橋本マナミ[24]
  - 星野健太（八百屋「八百龍」の店員） - 宇野祥平
- 第8話
  - 栗田精二（中華料理屋「八宝菜館」の料理人） - 國村隼[23]
  - 栗田朋美（精二の娘） - 松本若菜[24]
  - 栗田伸一（精二の息子） - 山中崇
  - 鈴木和子（看護学校の元寮母） - 根岸季衣
  - 中華料理屋「八宝菜館」の店員 - 上村依子
  - 看護学校の現寮母 - 高崎佳代
- 第9話
  - 岸本杏里（あかつか幼稚園の先生） - 樋井明日香[24]
  - 五十嵐圭吾（元プロレスラー） - 後藤洋央紀[24]
- 最終話
  - 謎の依頼人 - 野田洋次郎（RADWIMPS）[25]
  - 権田辰夫 - 柄本時生[24]
  - 村人たち - 原金太郎、不破万作、村松利史
  - 小栗上野介（徳川埋蔵金の説明動画） - 眞島秀和

#### スタッフ（連続ドラマ）
- 脚本・演出：大根仁
- 脚本 : 二宮孝平、 関えり香、黒住光、オークラ
- 音楽：SOIL&"PIMP"SESSIONS
- 主題歌：SOIL&″PIMP″SESSIONS feat.Yojiro Noda「ユメマカセ」(ビクターエンターテインメント)
- プロデュース：韓哲、市山竜次（オフィスクレッシェンド）
- 製作：オフィスクレッシェンド、TBS

#### 放送日程
| 各話                                                                        | FILE      | 放送日  | サブタイトル             | 脚本                   | 視聴率 |
| --------------------------------------------------------------------------- | --------- | ------- | ------------------------ | ---------------------- | ------ |
| 第1話                                                                       | FILE No.1 | 7月14日 | 代理娘                   | 大根仁                 | 10.3%  |
| 第2話                                                                       | FILE No.2 | 7月21日 | 蘭子という女-前編-       | 大根仁                 | 07.6%  |
| 第3話                                                                       | FILE No.2 | 7月28日 | 蘭子という女-後編-       | 大根仁                 | 06.6%  |
| 第4話                                                                       | FILE No.3 | 8月04日 | ママ、淋しかったの-前編- | 大根仁                 | 04.8%  |
| 第5話                                                                       | FILE No.3 | 8月11日 | ママ、淋しかったの-後編- | 大根仁                 | 06.7%  |
| 第6話                                                                       | FILE No.4 | 8月18日 | 死者からの手紙           | 大根仁 黒住光 二宮孝平 | 06.9%  |
| 第7話                                                                       | FILE No.5 | 8月25日 | 下赤塚ロマンス           | 大根仁 関えり香        | 08.1%  |
| 第8話                                                                       | FILE No.6 | 9月01日 | 残された時間             | 大根仁 黒住光          | 08.1%  |
| 第9話                                                                       | FILE No.7 | 9月08日 | 下赤塚戦士レッドマン     | 大根仁 オークラ        | 06.6%  |
| 最終話                                                                      | LAST FILE | 9月15日 | 眠る埋蔵金               | 大根仁 黒住光          | 06.8%  |
| 平均視聴率 7.3%（視聴率はビデオリサーチ調べ、関東地区・世帯・リアルタイム） |           |         |                          |                        |        |

| TBS系 金曜ドラマ                     | TBS系 金曜ドラマ                             | TBS系 金曜ドラマ                                        |
| 前番組                               | 番組名                                       | 次番組                                                  |
| ------------------------------------ | -------------------------------------------- | ------------------------------------------------------- |
| リバース （2017年4月14日 - 6月16日） | ハロー張りネズミ （2017年7月14日 - 9月15日） | コウノドリ（第2シリーズ） （2017年10月13日 - 12月22日） |